# Sit de Bachman
El sit de Bachman (Peucaea aestivalis) és un ocell de la família dels passerèl·lids (Passerellidae).

## Descripció
És un ocell de color força uniforme, les parts superiors són de color gris marronós tenyides de ratlles vermelloses. Les inferiors són de color camussa i el ventre blanquinós. Típic del gènere Peucaea, té el bec gros i la cua llarga, arrodonida i fosca. Llueix una capçada de color marró vermellós, superciliar pàl·lid i opac, línia d'ull fosca i fina que s'estén des de l'ull, veta malar fosca i fina. Revolt groc de l'ala. Mandíbula superior fosca, mandíbula inferior pàl·lida. S'identifica més fàcilment pel cant que pel plomatge. No presenta dimorfisme sexual. De longitud total fa entre 12,4 i 15,2 cm i pesa aproximadament 21 g.

## Hàbitat i distribució
Habita el bosc obert de pins, matolls i cultius del sud-est dels Estats Units, des del sud Missouri, centre i nord-est d'Illinois, centre d'Indiana, centre d'Ohio, sud-oest de Pennsilvània i centre de Maryland, més cap al sud a l'est d'Oklahoma, est de Texas, costa del Golf i sud de Florida.

### Zones de reproducció
L'espècie es reprodueix molt localment i en petits nombres del nord al centre-sud de Kentucky, Tennessee central i rarament al sud de Missouri, on és a punt d'extingir-se. Distribuït localment en molts llocs de l'àrea de distribució, hi ha molts espais d'hàbitat aparentment adequat que no estan ocupats. Resident als estats del sud, migratori a les parts del nord de l'àrea de reproducció.

## Alimentació
Principalment s'alimenta de llavors, especialment herba Panicum i insectes. Gairebé tota l'alimentació la fa a terra.
El sit de Bachman recull els aliments del terra, movent-se lentament. Pot saltar del terra per capturar o arreplegar preses, però rarament s'alimenta en arbustos per sobre del sòl. Durant l'època de cria, l'alimentació es concentra a les 5 primeres hores del matí i les 2 últimes abans de la posta de sol. Durant l'època no reproductiva, s'alimenta de manera irregular durant el dia. Hi ha un registre d'un adult que portava un llangardaix petit d'Anolis encara que no se sap si l'havia mort ell mateix; pot haver estat prenent preses de cries.

### Dieta
Hi ha 3 estudis quantitatius del contingut estomacal. A Alabama, el contingut de l'estómac incloïa un 58% de matèria animal, majoritàriament escarabats i gorgs, i un 42% de matèria vegetal, majoritàriament llavors d'herbes i carinyes (n = 10 individus, temporada no especificada. A Texas, l'estómac incloïa un 68% de matèria animal (rang 10-100%) i un 32% de material vegetal (n = 7 individus recollits al juny). També a Texas, una mostra de 20 ocells recollits durant 3 estacions va mostrar una forta preferència per llavors d'herba Panicum, escarabats (Coleoptera) i erugues (Lepidòpters); les llavors van ser numèricament dominants en les 3 estacions. Es van obtenir resultats similars per a una petita mostra de Louisiana. El sit de Bachman té una dieta més limitada que el sit campestre (Spizella pusilla) i el sit cellablanc (Spizella passerina) a Texas.

## Sistemàtica
El nom de sit de Bachman fa honor a John Bachman i es basa en una descripció de John James Audubon el 1833 d'exemplars recollits a prop de Charleston, Carolina del Sud. Bachman era un clergue amb qui Audubon es va quedar mentre visitava Charleston. L'espècie va ser descrita per primera vegada, però, 10 anys abans per M. H. K. Lichtenstein el 1823 a partir d'un exemplar de Geòrgia.